# 小行星4807
小行星4807（英語：4807 Noboru）是一颗围绕太阳公转的小行星。1991年1月10日，小林隆男在大泉町发现了此天体。
这颗小行星的绝对星等为93.63311727371141等。